# مجموعة العبير الطبية
مجموعة العبير الطبية هي مؤسسة سعودية تقدم خدمات رعاية صحية، تأسست عام 1999 من خلال أول مركز طبي لها بجدة.

## المستشفيات والمراكز التابعة

### داخل السعودية
- المستشفيات:

1. المستشفى السعودي الأهلي - مكة المكرمة.
2. مستشفى حسان غزاوي - جدة.
3. مستشفى الجافل - الرياض.
4. مستشفى سمير صعيدي - ينبع.
5. مجموعة الهبة الطبية الجديدة - الأجواد.

- المراكز والعيادات:

1. مركز العبير الطبي - الدمام.
2. مركز العبير الطبي - الشرفية.
3. مركز العبير الطبي - العزيزية.
4. مركز العبير الطبي - البوادي.
5. مركز العبير الطبي - مكة المكرمة.
6. مركز العبير الطبي - المدينة المنورة.
7. مركز العبير الطبي - الروضة.
8. مركز العبير الطبي - البطحاء.
9. مركز العبير الطبي - الشميسي.
10. مركز العبير الطبي - المدينة الصناعية.
11. مركز العبير الطبي - الرياض الصنائع.
12. مركز نبراس الصحة الطبي.
13. مركز الهبة الطبي - الرويس.
14. مركز نبراس للأسنان.
15. مركز النور الطبي - الحائل.
16. عيادة العبير إكسبريس - الحمدانية.
17. عيادة الطائف.

### خارج السعودية
- الإمارات العربية المتحدة:

1. مركز العبير الطبي: يقع في منطقة الدانة، أبو ظبي.

- قطر:

1. مركز العبير الطبي: يقع في منطقة أبو هامور، الريان.

- عمان:

1. مستشفى العبير: يقع في منطقة الروي، مسقط.

- الهند:

1. مستشفى العبير: يقع في ولاية كيرلا، الهند.

## أنظر أيضاً
- المواساة للخدمات الطبية
- السعودي الألماني الصحية
- مجموعة علاج الطبية
- مجموعة الحبيب الطبية
- مجموعة أندلسية
- مجموعة مستشفيات المانع
- مجموعة فقيه للرعاية الصحية
- مستشفيات الحياة الوطني
- مستشفيات دله
- مستشفيات الحمادي
- قائمة المستشفيات في السعودية